# Unreal Tournament 2003
Unreal Tournament 2003 (abrégé UT2003) est un jeu vidéo de tir à la première personne développé par Epic Games et Digital Extremes et publié par Infogrames sur PC le 30 septembre 2002. Le jeu a également été publié sur Linux par Infogrames le 2 novembre 2002 puis sur Macintosh par MacSoft Games le 23 juin 2003. Il fait suite à Unreal Tournament dont il reprend l'univers de science-fiction dans lequel le joueur incarne un combattant participant à un tournoi de combats à mort. Comme son prédécesseur, le jeu est orienté multijoueur, son mode solo se focalisant sur des affrontements contre des bots dans différents modes de jeu. Il propose en effet cinq modes de jeu incluant le match à mort et la capture du drapeau, déjà présent dans UT, et de nouveaux modes comme la double domination ou la bombe de balle.
Unreal Tournament 2003 est à l’origine conçu comme une adaptation sur PC du jeu sur Xbox Unreal Championship alors développé par Epic Games et Digital Extremes. Les deux jeux sont alors développés en parallèle mais les deux studios décident finalement de se concentrer chacun sur un titre spécifique, la suite du développement étant alors confiée à Epic Games. Comme son prédécesseur, le jeu est bien accueilli par la presse spécialisée et connait un certain succès auprès des joueurs, la version de démonstration du jeu battant notamment des records de téléchargement en septembre 2002. Après la sortie du jeu, Epic Games commence à travailler sur le développement d'une suite utilisant le même moteur de jeu et intégrant notamment des combats avec des véhicules. Baptisé Unreal Tournament 2004, celui-ci est publié sous la forme d'un stand alone en mars 2004. Après la sortie de ce dernier, Epic Games se concentre sur le développement d'une nouvelle génération de moteur graphique qu'ils utilisent ensuite pour développer Unreal Tournament 3 qui est publié en novembre 2007.
Un nouveau Unreal Tournament, utilisant l'UnrealEngine 4, est actuellement développé par Epic Games.

## Trame
Unreal Tournament 2003 prend place dans un univers de science-fiction futuriste, plus d'un siècle après la création de The Tournament par la Liandri. Soixante-dix ans plus tôt, une flotte d'aliens disposant de technologies avancées est parvenue à dominer l'humanité et à la placer sous l'égide de l'empire. D'abord révulsé par l'idée du tournoi, l'empereur ne tarde pas à comprendre l’intérêt qu'il peut en tirer et décide de perpétuer la tradition. Participer au tournoi devient une preuve de puissance, attirant la lie de la société mais aussi la noblesse impériale. Les nobles refusent cependant d'utiliser le dispositif de résurrection du tournoi, jugé infamant, donnant ainsi aux dissidents une chance de s'en débarrasser en les tuant définitivement.

## Système de jeu
Comme son prédécesseur, Unreal Tournament 2003 est un jeu de tir à la première personne se focalisant sur des affrontements entre combattants dans des arènes prévues à cet effet.

### Équipement
Au début d’un match standard, le joueur dispose de deux armes : le fusil d'assaut, qui dispose notamment d'un lance grenade, et le marteau bouclier, ce dernier étant une arme de faible portée pouvant générer un bouclier et être utilisée pour se propulser en l'air. En explorant l’arène, le joueur peut récupérer d’autres types d’armes plus ou moins puissantes. La plupart des armes du jeu, comme le fusil shock, le link gun ou le canon flak, sont des versions modifiées des armes disponibles dans Unreal et Unreal Tournament. De nouvelles armes font néanmoins leur apparition, comme le lightning gun ou le pointeur ionique. Le premier est une arme de précision, similaire au railgun de Quake III, disposant d'un zoom alors que le second sert à désigner une cible pour un canon à ion se trouvant en orbite et disposant d'une puissance de feu considérable.
En plus des armes standards, certaines armes spéciales ne sont disponibles que dans certains modes de jeux ou par l’intermédiaire d’un « mutator ». Le translocateur, qui n'est disponible que dans certains modes de jeu, projette par exemple un module jusqu’auquel le joueur peut ensuite se téléporter. De son côté, le fusil shock amélioré (l'instagib) n’est disponible qu’en activant un mutator spécifique dans lequel celui-ci devient l’unique arme disponible et permet de tuer n’importe quel adversaire en un coup.
Outre les armes, de nombreux bonus sont disponibles dans le jeu. Les plus fréquents, les trousses de soins et les armures, permettent respectivement de se soigner et d’absorber une partie des dégâts subis par le personnage. Certains bonus plus rares et souvent dissimulés dans un passage secret donnent au joueur des avantages spéciaux temporaires.

### Adrénaline
Unreal Tournament 2003 se distingue notamment de son prédécesseur en ajoutant un système d'adrénaline permettant d'obtenir des bonus supplémentaires. Lorsque le joueur tue un adversaire, il peut en effet collecter des pilules d'adrénaline qui lui permettent de déclencher un combo lorsque son niveau d'adrénaline atteint son maximum. Quatre bonus sont ainsi disponibles dans le jeu - vitesse, régénération, invisibilité et berserk - ce dernier augmentant la cadence de tir des armes.

### Interface
L’interface du jeu est similaire à celle d’Unreal Tournament. La majeure partie de l’écran est occupée par ce que voit le joueur, c’est-à-dire l’environnement et les ennemis qui lui font face. En bas à droite de cette zone, le joueur peut voir l'arme qui équipe son avatar ainsi que la quantité de munitions dont il dispose dans son chargeur. En bas et en haut à gauche sont indiquées les quantités de points de vie et d’armure dont le joueur dispose, et en haut à droite est indiqué le niveau d'adrénaline du joueur.

### Modes de jeu
Unreal Tournament 2003 dispose de deux modes de jeu différents. Dans la campagne solo, le joueur peut d’abord choisir l’apparence de son personnage et le niveau de difficulté disponible. Le joueur accède ensuite à une série de matchs à mort dans lequel il affronte des bots contrôlés par l’intelligence artificielle du jeu. Après avoir gagné un certain nombre de matchs, d'autres modes de jeu se jouant en équipe sont débloqués : capture du drapeau, double domination et bombe de balle. Dans le mode capture du drapeau, chaque équipe tente de dérober le drapeau de l’équipe adverse pour le ramener dans son camp. Dans le mode double domination, deux équipes s’affrontent pour le contrôle de deux points stratégiques d’une carte. Enfin, dans le mode bombe de balle, deux équipes se disputent une balle placée au centre de la carte et dont ils doivent s'emparer avant de l'envoyer dans un cercle situé dans le camp adverse pour marquer des points. Après avoir gagné un match sur chacune des arènes des différents modes de jeu, le joueur débloque une nouvelle série de matchs à mort dans lesquels il affronte l’élite des combattants du tournoi.
Le joueur peut également affronter des bots ou d’autres joueurs en réseau local ou sur Internet, via les protocoles IPX ou TCP/IP, dans des parties personnalisées dont il peut définir la difficulté, le mode de jeu, les règles et les adversaires. En plus de ceux disponibles dans la campagne, le joueur a accès à un mode de jeu supplémentaire, le match à mort par équipe. Le joueur peut également sélectionner un ou plusieurs mutators permettant de modifier les conditions ou les règles du match.

## Développement
Unreal Tournament 2003 est à l’origine conçu comme une adaptation sur PC du jeu sur Xbox Unreal Championship, à l’époque baptisé Unreal Tournament 2, alors développé par Epic Games et Digital Extremes. Les deux jeux sont alors développés en parallèle, leur sortie étant prévue au cours de l’été 2002. Après l’E3 2002, les deux studios se rendent compte qu’ils peuvent terminer les deux jeux plus rapidement si chacun d’eux se concentre sur un titre spécifique, le développement de la version PC étant alors confié à Epic Games,. Peu de temps après, Mark Rein annonce qu’une version de démonstration sera prête dans environ deux semaines. La production de celle-ci prend cependant du retard, les développeurs n’étant pas satisfait du résultat, poussant Mark Rein à repousser plusieurs fois sa sortie. Celle-ci est finalement publiée le 13 septembre 2002, le jeu passant en gold une semaine plus tard avant d’être publié le 30 septembre 2002.

### Équipe de développement
- Production : Cliff Bleszinski
- Conception des niveaux : Cliff Bleszinski, Shane Caudle, Steve Garofalo, Warren Marshall, John Mueller, Chris Perna, Lee Perry, Joe Wilcox, Alan Willard, Cedric Fiorentino
- Programmation : Michael V. Capps, Michel Comeau, Erik de Neve, James Golding, Ryan C. Gordon, Christoph A. Loewe, Warren Marshall, Steven Polge, Jack Porter, Andrew Scheidecker, Tim Sweeney, Daniel Vogel, Joe Wilcox
- Animations : John Root, Chad Schoonover
- Bande originale : Kevin Riepl et Starsky Partridge
- Effets sonores : Lani Minella, Jamey Scott, Audio Godz
- Responsable des relations commerciales : Mark A. Rein, Jay Wilbur

## Versions et modifications

### Versions
Précédent la sortie de la version finale du jeu, une version de démonstration du jeu est publiée le 13 septembre 2002. Celle-ci établit rapidement un nouveau record avec plus d'un million de téléchargement en dix jours. Une mise à jour de la version de démonstration est ensuite publiée le 18 février 2003, celle-ci incluant notamment cinq cartes, quatre modes de jeux et deux mutators.
La version PC du jeu est publiée par Infogrames le 30 septembre 2002.
Le jeu est ensuite publié sur Linux par Infogrames le 4 novembre 2002 puis sur Macintosh par MacSoft Games le 23 juin 2003,.

### Bonus Pack
Après la sortie du jeu, Epic Games et Digital Extremes continuent d’enrichir le jeu par l’intermédiaire de « bonus pack » disponibles gratuitement en téléchargement. Le premier, publié le 31 janvier 2003, inclut six nouvelles cartes. Le second, publié le 11 mars 2003, inclut dix nouvelles cartes, de nouvelles options, deux nouveaux mutators ainsi que trois nouveaux modes de jeu : mutant, dernier survivant et invasion. Dans le mode mutant, le premier joueur à tuer un adversaire devient un mutant, plus puissant que les autres personnages mais perdant peu à peu des points de vie. Le mutant est le seul à pouvoir marquer des points en tuant ses adversaires, ces derniers devant le tuer pour prendre sa place. Dans le mode dernier survivant, chaque joueur dispose d’un nombre de vie limité, le dernier joueur en vie remportant la partie. Enfin, dans le mode invasion, les joueurs doivent affronter des vagues périodiques de monstres.

## Accueil

### Critiques
| Unreal Tournament 2003 |      |        |
| Média                  | Nat. | Notes  |
| Gamekult               | FR   | 8/10   |
| GameSpot               | US   | 8,8/10 |
| Gen4                   | FR   | 99 %   |
| IGN                    | US   | 9/10   |
| Jeux Vidéo Magazine    | FR   | 17/20  |
| Jeuxvideo.com          | FR   | 18/20  |
| Joystick               | FR   | 8/10   |
| PC Gamer UK            | GB   | 91 %   |
| Compilations de notes  |      |        |
| Metacritic             | US   | 86 %   |

### Ventes
D'après les chiffres annoncés par le NPD Group, Unreal Tournament 2003 est le deuxième jeu PC le plus vendu dans le monde au cours de la deuxième semaine d'octobre 2002.

## Postérité

### Suites
Après la sortie d’Unreal Tournament 2003, Epic Games commence à travailler sur le développement d'une suite basée sur le même moteur de jeu et devant au départ être compatible avec son prédécesseur. Cette option est cependant abandonnée devant l'ampleur des modifications apportées par rapport au premier jeu, notamment du fait de l'implantation des véhicules, et Unreal Tournament 2004 est publié sous la forme d'un stand alone en mars 2004. Après la sortie de ce dernier, Epic Games se concentre sur le développement d'une nouvelle génération de moteur graphique qu'ils utilisent ensuite pour développer Unreal Tournament 3 qui est publié en novembre 2007.
Un nouveau Unreal Tournament, utilisant l'UnrealEngine 4, est actuellement en développement.

### Licence
Comme pour l'UnrealEngine 1 d′Unreal et d′Unreal Tournament,  Epic Games met le moteur du jeu, baptisé UnrealEngine 2, à disposition sous licence. Celui-ci s'impose comme un des moteurs de jeu les plus populaires du marché, celui-ci étant alors utilisé par de nombreux studios de développement pour créer des jeux tels que Deus Ex: Invisible War.